# Chehalis River
Chehalis River är ett vattendrag i Kanada.   Det ligger i provinsen British Columbia, i den södra delen av landet, 3 500 km väster om huvudstaden Ottawa. 
I omgivningarna runt Chehalis River växer i huvudsak barrskog. Runt Chehalis River är det ganska tätbefolkat, med 108 invånare per kvadratkilometer.